# Prince of Persia: The Sands of Time
|  | Denne artikel omhandler spillet. For filmen, se Prince of Persia: The Sands of Time (film) |
Prince of Persia: The Sands of Time er et videospil, udgivet til Xbox, PlayStation 2, Nintendo GameCube og PC af Ubisoft i 2003. Spillet var ikke blot en enorm succes, med flot grafik, revolutionært gameplay og fantastiske anmeldelser, men spillet bragte også Prince of Persia arven ind i 3D-verdenen for alvor, efter fiaskoen med Prince of Persia 3D i 1999.

## Handling
På en rejse gennem Indien til Sultan Azad, besejrer King Shahraman og hans søn, prinsen af Persien, den mægtige sultan Maharajah af Indien. De får dog hjælp af den forræderiske Vizier, der fortæller dem alt om Maharajahs skatte. Prinsen hugger den magiske Dagger of Time, der giver ham evnen til at skrue tiden tilbage. Shahramans mænd hugger et stort timeglas, The Sands of Time. Perserne kidnapper Maharajahs datter, Farah. Da de ankommer til Sultan Azads slot, forærer de ham timeglasset som en gave der skal forevige venskabet mellem de to riger. Det er dog en forfærdelig fejltagelse da prinsen låser timeglasset op med Dagger of Time, da alle (med undtagelse af prinsen, Vizier og Farah) bliver forvandlet til sandzombier. Hele det indiske rige bliver ødelagt, og prinsen må nu finde vej tilbage til timeglasset for at skrue tiden tilbage, men Vizier har helt andre planer.

## Modtagelse
Prince of Persia: The Sands of Time er et af de bedst modtagne reinkarnationer af gamle spil nogensinde. Spillet fik udelukkende gode anmeldelser og havde en gennemsnitlig karakter på 9 (ud af 10). Spillet var så succesrigt at to efterfølgere blev udgivet i henholdsvis 2004 og 2005.